# 창리 그룹
창리그룹(創立集團)은 중국 랴오닝성 다롄에 본사를 두고 있는 중국의 기업집단이다.
중국 온가보 총리의 방북 직후인 2008년 10월, 창리그룹은 중국 훈춘시에서 나진항까지 이르는 93km의 도로를 건설해 주는 조건으로, 나진항 1호 부두를 10년간 독점 임차했으며, 추가로 10년 연장을 할 것이라고 알려졌다.